# Allegro K 1c
L'Allegro K 1c è un brano musicale per clavicembalo composto da Wolfgang Amadeus Mozart a Salisburgo l'11 dicembre 1761, all'età di cinque anni.

## Descrizione
Questo brano musicale, in base al numero di catalogazione nell'ultima edizione del catalogo Köchel, è la terza composizione di Mozart. La sua partitura si trova nel cosiddetto Nannerl Notenbuch, un piccolo quaderno che Leopold Mozart utilizzava per insegnare musica ai suoi figli. L'originale è scritto dalla mano dello stesso Leopold, giacché il piccolo Wolfgang non era ancora in grado di scrivere le note da solo. L'autografo reca la seguente annotazione: «Sgr: Wolfgango Mozart 11ten Decembris 1761».
Si tratta di un brano assai breve, di sole ventiquattro battute (tenendo conto delle ripetizioni) in 2/4, nella tonalità di Fa maggiore.
Il brano si compone di due sezioni, con segni di ripetizione al termine di entrambe, secondo questo schema: ||:A:||:BA:||, dove A e B sono costituite da quattro battute ciascuna.